# Piptocoma milleri
Piptocoma milleri là một loài thực vật có hoa trong họ Cúc. Loài này được (J.R.Johnst.) Pruski miêu tả khoa học đầu tiên năm 1996.